# Fargesia decurvata
Fargesia decurvata là một loài thực vật có hoa trong họ Hòa thảo. Loài này được J.L.Lu mô tả khoa học đầu tiên năm 1981.